# Odynerus primus
Odynerus primus är en stekelart som beskrevs av Dalla Torre 1889. Odynerus primus ingår i släktet lergetingar, och familjen Eumenidae. Inga underarter finns listade i Catalogue of Life.